# Одбитак (археологија)
Одбитак је производ окресивања камена или неког другог минерала силицијум-диоксида, приликом стварања праисторијских оруђа и оружја. Добија се ударом или притиском на платформу језгра. Ретуширањем је претваран у оруђе потребне намене.
Талон је део платформе који се одваја услед окресивања камена. Разликујемо дорсалну (видљиви негативи одбитка) и вентралну страну (видљив булбус перкусије).

## Технике одбијања
Одбијање је поступак добијања употребљивих одбитака од комада сировине, облутака или већ припремљеног језгра. Технике одбијања се могу поделити у две основне групе:
- техника одбијања ударом, директно, тврдим или меким перкутером, индиректно или помоћу наковања
- техника одбијања притиском.